# Roberto Matta

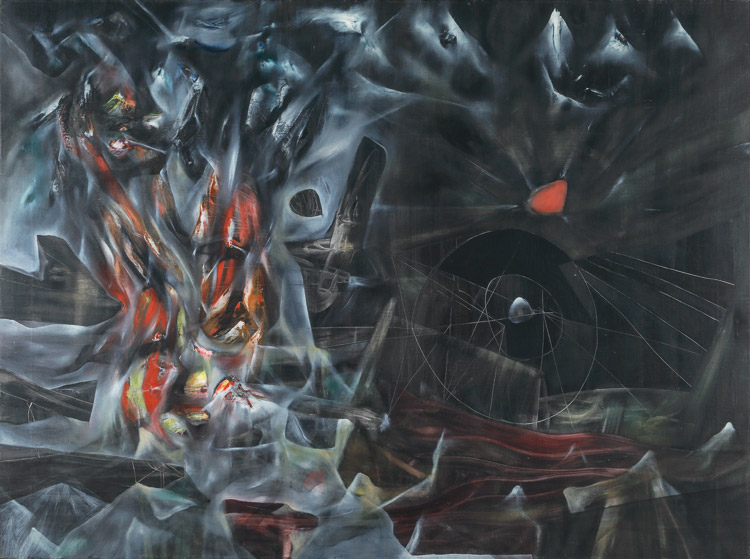
Roberto Matta, The disasters of Mysticism, 1942

Roberto Sebastián Antonio Matta Echaurren (Santiago del Cile, 11 novembre 1911 – Civitavecchia, 23 novembre 2002) è stato un pittore e architetto cileno.

## Biografia
Matta nacque a Santiago del Cile l'11 novembre 1911 da una famiglia di origini spagnole, basche e francesi. Dopo gli studi in architettura, nel 1934 si trasferì a Parigi, dove lavorò con Le Corbusier ed entrò in contatto con intellettuali come Rafael Alberti e Federico García Lorca. Conobbe André Breton e Salvador Dalí e aderì al surrealismo, elaborando una pittura incentrata su morfologie psicologiche.

Di lui nel 1944 Breton scrisse: «Matta è colui che maggiormente tien fede alla propria stella, che è forse sulla strada migliore per arrivare al segreto supremo: il controllo del fuoco». Fu costantemente in movimento, dalla Scandinavia, dove conobbe Alvar Aalto, a Londra, dove incontrò Henry Moore, Roland Penrose e René Magritte. A Venezia conobbe Giorgio de Chirico.

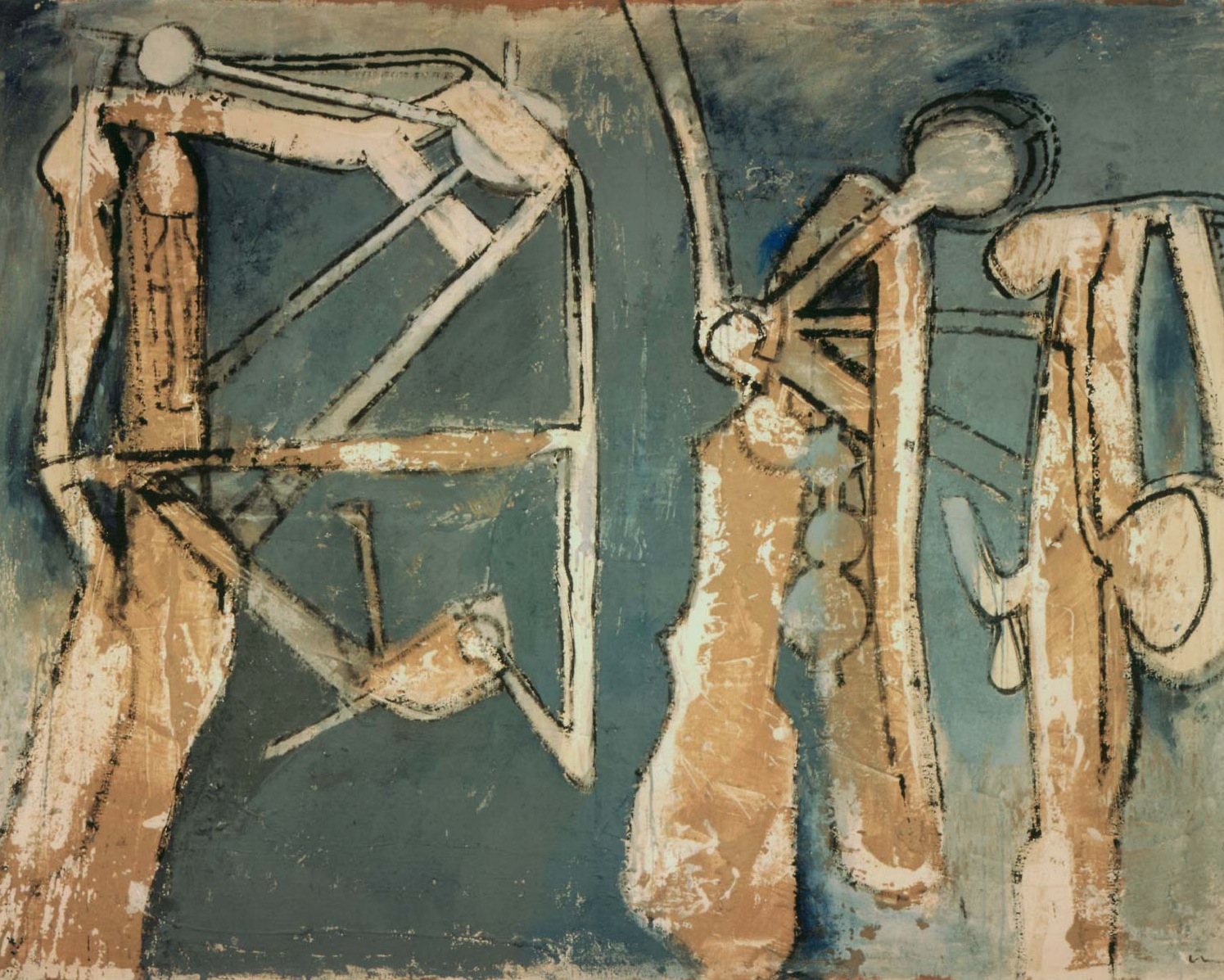
Roberto Matta, Three Figures, 1958c, Centro M.T. Abraham per le arti visuali.

All'inizio della Seconda guerra mondiale fuggì a New York assieme a molti altri artisti d'avanguardia. Qui esercitò una decisiva influenza su alcuni giovani artisti come Jackson Pollock e Arshile Gorky. Venne allontanato dal gruppo surrealista (in cui però fu successivamente riammesso), accusato di aver indirettamente provocato il suicidio di Gorky a causa della sua relazione con la moglie del pittore armeno.
Trasferitosi a Roma nel 1949, diventerà un importante punto di raccordo tra l'espressionismo astratto e il nascente astrattismo italiano. Lasciata Roma nel 1954, si trasferì a Parigi, mantenendo uno stretto legame con l'Italia. Dalla fine degli anni sessanta elesse Tarquinia come sua residenza parallela, stabilendosi in un ex convento dei frati Passionisti.
Tra il 1973 e il 1976 progettò e costruì, con il pittore e scultore Bruno Elisei, l'Autoapocalipse, una casa edificata, riciclando vecchie automobili, come provocazione contro il consumismo. I primi due moduli vennero esposti per la prima volta a Tarquinia (Chiesa di Santa Maria in Castello) ed a Napoli (Campi Flegrei), poi ultimata (tre moduli) fu esposta a Bologna (Galleria d'arte moderna), Terni (piazza del Comune), La Spezia (centro Allende), Firenze (rampe di San Niccolò-Forte Belvedere). Nel 1985 il Centre Georges Pompidou di Parigi gli dedicò una grande retrospettiva, e nello stesso anno Chris Marker lo omaggiò in un documentario, Matta '85.
Nei primi anni Novanta, Matta progettò una serie di cinque obelischi-totem-antenne, alti 10 metri e realizzati in metallo, che chiamò Cosmo-Now, con l'intento di installarli in ciascuno dei continenti quale simbolo di concordia e di pace planetaria; la location scelta per l'Europa era la cittadina italiana di Gubbio, legata a Francesco d'Assisi.
Le sue opere sono esposte nei più importanti musei del mondo (Londra, New York, Venezia, Chicago, Roma, Washington, Parigi, Tokyo).

## Vita privata
Era padre dei gemelli Gordon Matta-Clark (1943–1978) e Batan Matta-Clark (1943-1976), nonché di Pablo Echaurren, nato nel 1951 dalla terza delle sue cinque mogli, l'attrice siciliana originaria di Patti in provincia di Messina, Angela Faranda (Angiola Maria Faranda), di Federica Matta, nata nel 1956, di Ramuntcho Matta, nato nel 1960, e di Alisée Matta, nata nel 1970.

## Onorificenze

### Onorificenze straniere
Premio Imperiale 1995